# گافس (کالیفرنیا)
گافس (به انگلیسی: Goffs) یک منطقهٔ مسکونی در ایالات متحده آمریکا است که در شهرستان سن برناردینو، کالیفرنیا واقع شده‌است. گافس ۲۳ نفر جمعیت دارد و ۷۹۱ متر بالاتر از سطح دریا واقع شده‌است.